# Tyreek Magee
Tyreek Anthony Magee, né le 27 octobre 1999 à Kingston, est un footballeur international jamaïcain. Il joue au poste de milieu de terrain aux Switchbacks de Colorado Springs en USL Championship.

## Biographie

### En club
Le 2 mai 2023, il est  transféré aux Switchbacks de Colorado Springs en USL Championship.

### En sélection
Il reçoit sa première sélection en équipe de Jamaïque le 5 juin 2019, en amical contre les États-Unis (victoire 0-1).
Il participe ensuite à la Gold Cup 2019.